# Madge Garland
Madge Garland (de soltera McHarg; Melbourne, 12 de junio de 1898-Londres, 15 de julio de 1990) fue una figura influyente en la escena de la moda británica, como periodista y editora de moda trabajando, entre otros, para el Vogue británico y para Women's Wear Daily.
Pasó a un puesto empresarial durante la Segunda Guerra Mundial, asesorando más tarde a la industria de la moda británica y ayudando a formar el London Fashion Group, precursor del British Fashion Council.
En 1948, creó el primer curso de moda en el Royal College of Art, colaborando en el desarrollo de un marco académico riguroso con un enfoque dirigido a la industria. Robert O'Byrne describió a Garland como una de las pioneras que "lucharon para que el diseño de moda se tomara más en serio, en particular luchando por el reconocimiento académico".
La necrológica de Garland en The Times señalaba: "No era una cabeza de pluma de sociedad, sino una figura clave en la historia del periodismo de moda británico, la industria de la moda británica y la formación de diseñadores de moda".

## Trayectoria
Madge McHarg nació en Melbourne y fue la tercera hija de Andrew McHarg y Henrietta Maria Aitkin. Su padre era un transportista internacional que exportaba a Australia. Ella creció en St John's Wood en Londres y asistió a la Escuela Internacional de París desde 1912.
Fue en París donde se desarrolló su interés por la moda, el arte y la literatura. Sin embargo, sus padres le impidieron acceder a una plaza universitaria en Cambridge y se marchó de casa a los 21 años, comenzando su carrera como chica de los recados en Fleet Street.  Era inusual para una dama de la época, además Garland vivía de forma independiente en una pensión en Earl's Court.
En 1922, empezó a trabajar en Vogue UK, justo después de la llegada de su segunda editora, Dorothy Todd, que estaba cambiando el enfoque de la revista de la sociedad a las artes, con artículos de Clive Bell, Aldous Huxley y Virginia Woolf. Al principio, Garland trabajó como recepcionista y camarera, y aprendió mecanografía por su cuenta. Durante este periodo estuvo casada brevemente con el capitán Ewart Garland, pero conservó el apellido McHarg hasta que Gertrude Jekyll le dijo que era horrible y le preguntó si tenía otro. A partir de entonces, adoptó el apellido de su ex marido.
Describiendo cómo empezó, dijo: "Recuerdo que Aldous Huxley decía: ¿Vistes así porque sales en Vogue o sales en Vogue porque vistes así? Gracias a ese mismo talento, Garland pudo entrar directamente en el salón de Isabel Bowes-Lyon, que estaba a punto de anunciar su compromiso con el duque de York, para entregarle unas pruebas fotográficas de Vogue. Bergdorf Goodman.  Con el tiempo, se convirtió en la protegida de Todd con el que comenzó una relación y compartió piso. Parece que su romance fue ampliamente reconocido en algunos círculos, ya que inspiró una parodia del poema de Thomas Edward Brown, The Garden, que decía: "Una guirnalda es algo encantador, Todd lo sabe".
Durante este tiempo, Garland desarrolló tanto sus habilidades periodísticas como sus contactos con destacados escritores y artistas de la época, tales como Rebecca West e Ivy Compton-Burnett. También asesoró a Virginia Woolf sobre qué ponerse. Woolf relató en su diario una cena en el piso de Todd y Garland, a la que también asistió West, en la que Todd llevaba pantalones de saco de esponja y Garland, perlas y seda. Muchos años después (en respuesta a la necrológica de Garland), la escritora Nesta Macdonald informó de otra fiesta organizada conjuntamente por Garland y celebrada en su piso de Royal Hospital Road en 1927. Era aficionada al Ballet de Diaghilev (Ballets Russes), que acababa de reponer Les Matelots. Este se trataba de una fiesta de disfraces en la que los invitados debían vestirse con trajes náuticos. Entre los asistentes se encontraban Lytton Strachey y Tallulah Bankhead.
Ella presentó a Cecil Beaton en Vogue y fue fotografiada por él en 1927; la fotografía está depositada en la colección de la National Portrait Gallery.  E ntre los amigos de Garland que trajo a la revista estaban Man Ray, quien también fotografió a Garland y George Hoyningen-Huene.
Todd fue editora de Vogue durante cuatro años, pero la revista perdía dinero y a su propietaria, Condé Nast, no le gustaba su enfoque literario. Despidieron a Todd, que amenazó con demandar; Condé Nast, a su vez, amenazó con denunciar su "moral". Garland se marchó con ella y se convirtió en una escritora independiente de éxito. Colaboró con el influyente título de moda estadounidense Womenswear Daily, además de escribir la sección femenina del The Illustrated London News entre 1928 y 1932 y colaborar con las revistas Eve y Britannia.
Garland regresó a Vogue en 1932 como editora de moda y permaneció vinculada a la revista durante los siguientes nueve años. Viajaba a París para informar sobre las modas de alta costura de nombres como Lucien Lelong y Jacques Fath, alojándose en el Ritz y aprovechando la oportunidad para comprar artículos en oferta de Schiaparelli y Chanel.
Durante la guerra, Garland empezó a trabajar para los grandes almacenes londinenses Bourne & Hollingsworth y fue considerada una excelente mujer de negocios. Se hizo cargo del merchandising y también hizo algunos diseños ella misma. Encargó a Hardy Amies que produjera prendas cuando estaba de licencia en el Ejecutivo de Operaciones Especiales. Empezó a asesorar a la industria de la moda, sobre todo ayudando a formar el London Fashion Group, compuesto por Norman Hartnell, Peter Russell, Victor Stiebel y Edward Molyneux, todos ellos miembros de la Incorporated Society of London Fashion Designers.
En calidad de asesora, en 1947 viajó a París con el apoyo del gobierno (en colaboración con el Consejo de Diseño Industrial) para comprar accesorios del New Look (guantes, zapatos, ropa interior) que la industria británica de la moda podría copiar. Contaba con 1.000 libras para hacer las compras.  También visitó Estados Unidos para explorar la industria del ready-to-wear y sus métodos de comercialización.
En 1947, Garland fue invitada a convertirse en el primer profesor de moda en el Royal College of Art por Robin Darwin, cargo que asumió un año más tarde. Como señala su necrológica en el Time, tuvo que inventar el curso, creando un marco académico que sirviera a la industria. Como la mayoría de los profesores de arte disponibles carecían de la formación necesaria, Garland contrató a profesores de la industria, en particular a cortadores del sector de la moda. Se puso en contacto con la industria textil de Manchester para obtener materiales y diseños.
Entrevistada en 1972, recuerda lo mucho que le costó convencer a los poderes fácticos de que su decisión era la correcta: "Hubo una disputa terrible con el Ministerio de Educación. Pero yo quería gente del gremio; gremio era una palabra horrible en relación con el arte. Así que formé un comité de personas muy influyentes de la industria y contraté a profesores del sector... Conseguí que el sector formara parte del comité, concediera becas, organizara concursos y acogiera a estudiantes durante las vacaciones para que trabajaran en sus empresas. Me esforcé mucho por unir el arte y la industria; antes no había habido contacto, los directores de las escuelas de arte nunca habían estado en una casa de modas, eran canosos y bienintencionados con esas batas de Fairisle.
En una entrevista para el Victoria and Albert Museum, uno de sus estudiantes, Gerald McCann (que tendría una larga y exitosa carrera en Estados Unidos y Gran Bretaña), recordó sus vínculos con la industria. Él comenzó a trabajar para Marks & Spencer antes de graduarse. Otros diseñadores formados por Garland fueron Gina Fratini y David Sassoon. También se dice que ella inspiró a Hardy Amies a crear su primera empresa de moda.
Dejó la RCA después de su primer espectáculo completo de graduación en 1956 y fue reemplazada por Janey Ironside.  Su renuncia fue reportada en los periódicos, pero ella comentó que, tras ocho años en el mundo académico, era hora de un cambio. The Times señaló: "Uno de sus logros más importantes ha sido lograr que tanto estudiantes como fabricantes comprendan que el diseño de moda no se limita en absoluto a la alta costura ni a la creación de vestidos de gala que requieren cien yardas de tul y una caja de lentejuelas".
Garland siguió trabajando como asesora de la industria, trabajando con fabricantes de Terylene y prendas de punto.  Fue autora y coautora de varios libros, entre ellos The Changing Face of Beauty (1957), The Changing Face of Fashion (1970) y A History of Fashion (1975).
Fue miembro fundador de la Sociedad de Arte Contemporáneo, ella misma fue objeto de retratos de artistas notables, incluido uno de Marie Laurencin, que era de su propiedad, y otro de Edward Wolfe que se exhibe en el Museo del Hogar.
En sus últimos años, recibió cuidados en un convento, pero solía utilizar las casas de sus amigos para celebrar fiestas. Siguió manteniendo una estrecha relación con Rebecca West e Ivy Compton-Burnett, y sus amigos continuaron consultándole sobre qué ponerse; acompañó a Rebecca West, que entonces tenía 87 años, en busca de un abrigo de visón.  En una entrevista para The Observer en 1986, Garland contaba que Compton-Burnett confiaba tan implícitamente en su juicio que una vez le mandó comprar un broche de diamantes para que combinara con un vestido negro nuevo y Garland regresó al piso con tres piezas no aseguradas a prueba de un joyero amigo de en Bond Street. También tenía amistad con Vita Sackville-West, quien solía ofrecer recepciones en Sissinghurst seguidos de visitas a los jardines.

## Vida privada
Garland mantuvo su vida privada en secreto aunque, en ocasiones, se vio envuelta en escándalos.  El libro de Lisa Cohen de 2012 All We Know: Three Lives describe a Garland y Todd como pareja. Se dice que su relación inspiró el primer ballet corto de Frederick Ashton, A Tragedy of Fashion.
El breve matrimonio de Garland (descrito como evasión) fue con un admirador llamado Ewart Garland. Años más tarde ella contaría que le había enviado un telegrama desde una cama de hospital en el que le pedía que se casara con ella inmediatamente.
En 1953, se casó con Sir Leigh Ashton, un viejo amigo y director del Museo Victoria y Alberto. Fue un matrimonio de conveniencia, ya que Ashton también era homosexual.  El matrimonio terminó después de un año, pero la pareja no se divorció hasta 1962. La unión no tuvo hijos. Garland conservó el nombre de Lady Ashton por motivos formales.
Es probable que Garland tuviera otras relaciones lésbicas a lo largo de su vida. Entre ellas la novelista inglesa Ivy Compton-Burnett, la fotógrafa y modelo Lee Miller y una de las primeras abogadas británicas, Frances Blackett Gill.